# Charles Robin (juge)
Pour les articles homonymes, voir Charles Robin et Robin.
Charles Robin (Saint-Brélade, 30 octobre 1743 - Saint-Aubin, 10 juin 1824) est un homme d’affaires, juge et juge de paix jersiais établi en Amérique du Nord britannique (Canada).

## Biographie
Fils de Philippe Robin et Anne Dauvergne, boutiquiers, Charles est baptisé le 30 octobre 1743 à Saint-Brélade, sur l'île de Jersey. Décédé célibataire le 10 juin 1824 à Saint-Aubin, île de Jersey. Il avait deux frères aînés, Philip et John.
Pêcheur à Terre-Neuve dès 1763, il découvre en 1766 à la baie des Chaleurs des eaux poissonneuses et des grèves idéales pour faire sécher le poisson. L'année précédente, il s'était associé à ses deux frères, à James Pipon de Noirmont et à Thomas Pipon de La Moye pour fonder la Robin, Pipon et Cie. D'abord confronté à la vive concurrence des Néo-Écossais, des habitants de la Nouvelle-Angleterre et des marchands de Québec, Robin et ses associés montent un commerce lucratif de morue séchée et d'autres produits de la mer exportés en direction de l'Europe. Charles installe le centre de ses activités à Paspébiac, et fait affaire avec de nombreux pêcheurs acadiens et d'autres qu'il faisait venir de Jersey.
La révolution américaine ruine presque Robin, à cause des attaques qui détruisent une bonne partie de ses installations, et de l'impossibilité de commercer. En 1783, il retourne à la baie des Chaleurs comme associé d'une nouvelle société, la Charles Robin and Company. Il met en place un système astucieux par lequel il paye en nature les pêcheurs en leur avançant l'équipement, les provisions et le sel, mettant ainsi les pêcheurs sous sa dépendance et s'assurant un approvisionnement constant pour une somme modeste. Son frère Phillip s'occupait de la partie européenne du commerce, et Charles s'assurait de la bienveillance des autorités en cultivant de bonnes relations avec les fonctionnaires et les hommes politiques de la colonie. Il se consacre entièrement à son commerce: il quitta la baie des Chaleurs une seule fois entre 1783 et 1802. Il ne se maria jamais et avait peu d'intérêts en dehors de son entreprise. 
L'entreprise Charles Robin and Company pratique l'intégration verticale: le poisson pris par les pêcheurs locaux ou par les employés de la compagnie est séché sur les grèves qui lui appartiennent et transporté aux points de vente par ses propres bateaux. À partir de 1790 elle crée un chantier naval à Paspébiac et construit des navires de 200 tonneaux pour transporter le poisson en Europe. Grâce à la gestion prudente et à l'excellente planification de son principal propriétaire, la Robin domine la vie économique du sud de la Gaspésie.
Les guerres contre la France révolutionnaire causent quelques problèmes à Charles Robin, notamment la capture de quelques-uns de ses navires et la fermeture temporaire de l'accès à ses principaux marchés, l'Espagne et le Portugal, mais il s'en sort beaucoup mieux que les derniers concurrents qui lui restent. Au moment de la paix d'Amiens, le calme semble revenu et Robin, maintenant âgé de 59 ans, se retire à Jersey. À ce moment, il a préparé ses neveux Philip et James Robin à prendre sa succession. Il meurt à Jersey en 1824.

## Carrière publique
Charles Robin fut juge à la Cour des plaids communs de 1788 à 1792, juge de paix à partir de 1788 et membre du conseil des terres du district de Gaspé à partir de 1789.